# Live at the Whisky, First Show Ever
Live at the Whisky, First Show Ever è un album in studio del gruppo L.A. punk The Germs pubblicato nel 1981 dalla Bomp Records.

## Tracce
1. Forming
2. Sex Boy
3. Victim
4. Street Dreams
5. Let's Pretend
6. Get A Grip
7. Suicide Machine
8. Sugar Sugar
9. Teenage Clone (Wild Baby)
10. Grand Old Flag

## Formazione
- Darby Crash - voce
- Pat Smear - chitarra, voce secondaria
- Lorna Doom - basso, voce secondaria
- Donna Rhia - batteria, voce secondaria